# Товарищ Терентий
«Товарищ Терентий» — советский литературно-художественный журнал.
Издавался в 1923—1925 гг. в Екатеринбурге (Свердловске). Служил приложением к газетам «Уральский рабочий» (Екатеринбург), «Звезда» (Пермь), «Советская правда» (Челябинск), «Трудовой набат» (Тюмень), затем - только к "Уральскому рабочему". Имел представительство в Москве, корреспондентов в Петрограде/Ленинграде, Владивостоке и др. городах.
Журнал был назван в честь уральского рабочего, позировавшего художнику А. Н. Парамонову. Его изображение украшало обложку издания.
Сотрудником журнала был литератор Алексей Бибик. Он привлёк к сотрудничеству известных в то время писателей: Маяковского, Д. Бедного, А. Н. Толстого, А. Серафимовича, О. Мандельштама. В то же время в издании публиковались начинающие авторы, среди которых были П. П. Бажов и Илья Ильф. В журнале впервые были опубликованы рассказ "Белый шар" А. Грина, ряд заметок В. Маяковского. В 1926 г. на смену "Товарищу Терентию" пришел журнал "Уральская новь" (вышло 8 номеров).